# Prahins
Prahins is een plaats en voormalige gemeente in het Zwitserse kanton Vaud en maakt deel uit van het district Jura-Nord vaudois.
Prahins telt 131 inwoners.

## Geschiedenis
De gemeente is in 2012 opgegaan in de gemeente Donneloye.

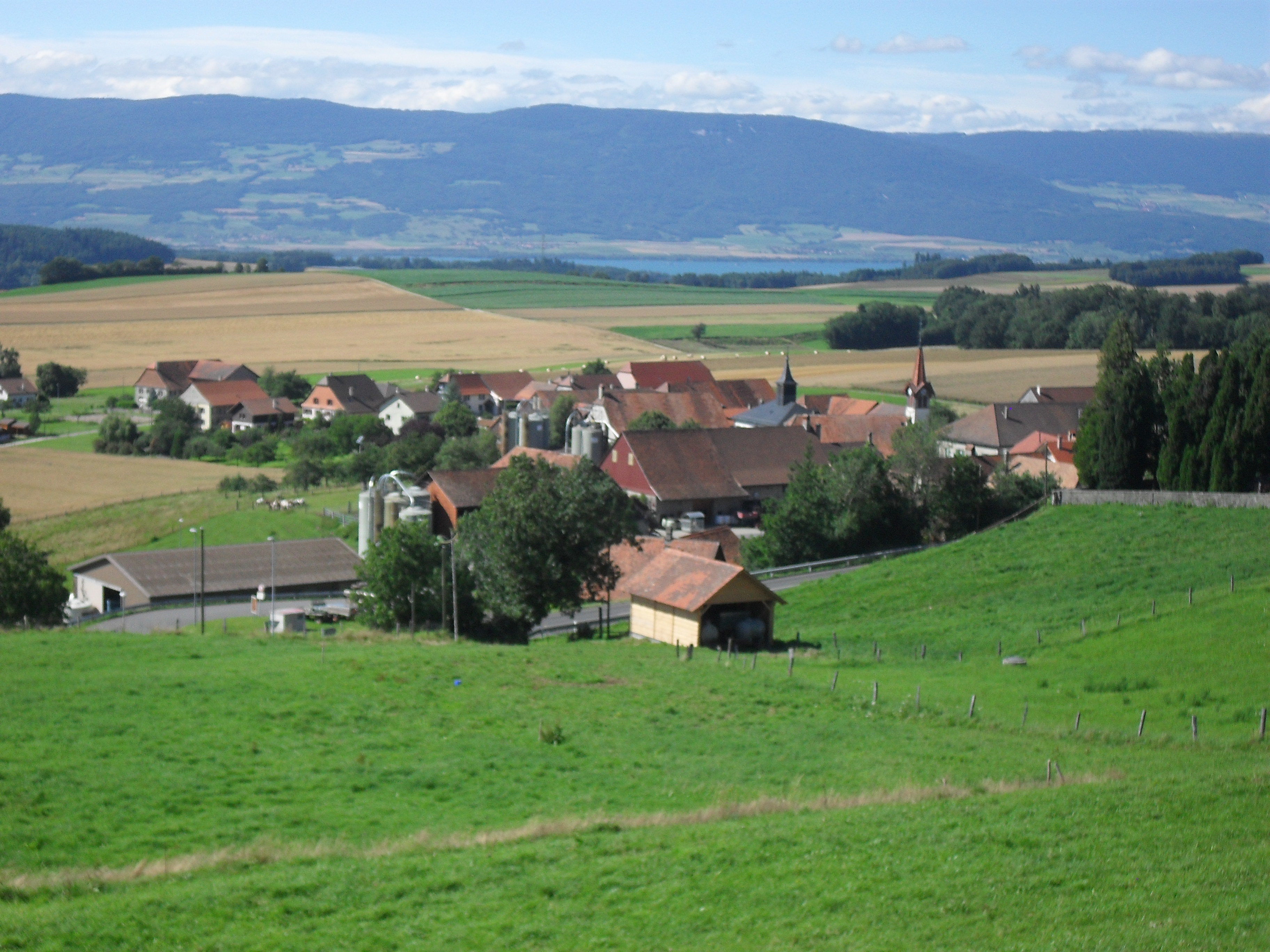
Prahins